# بقعة كبدية

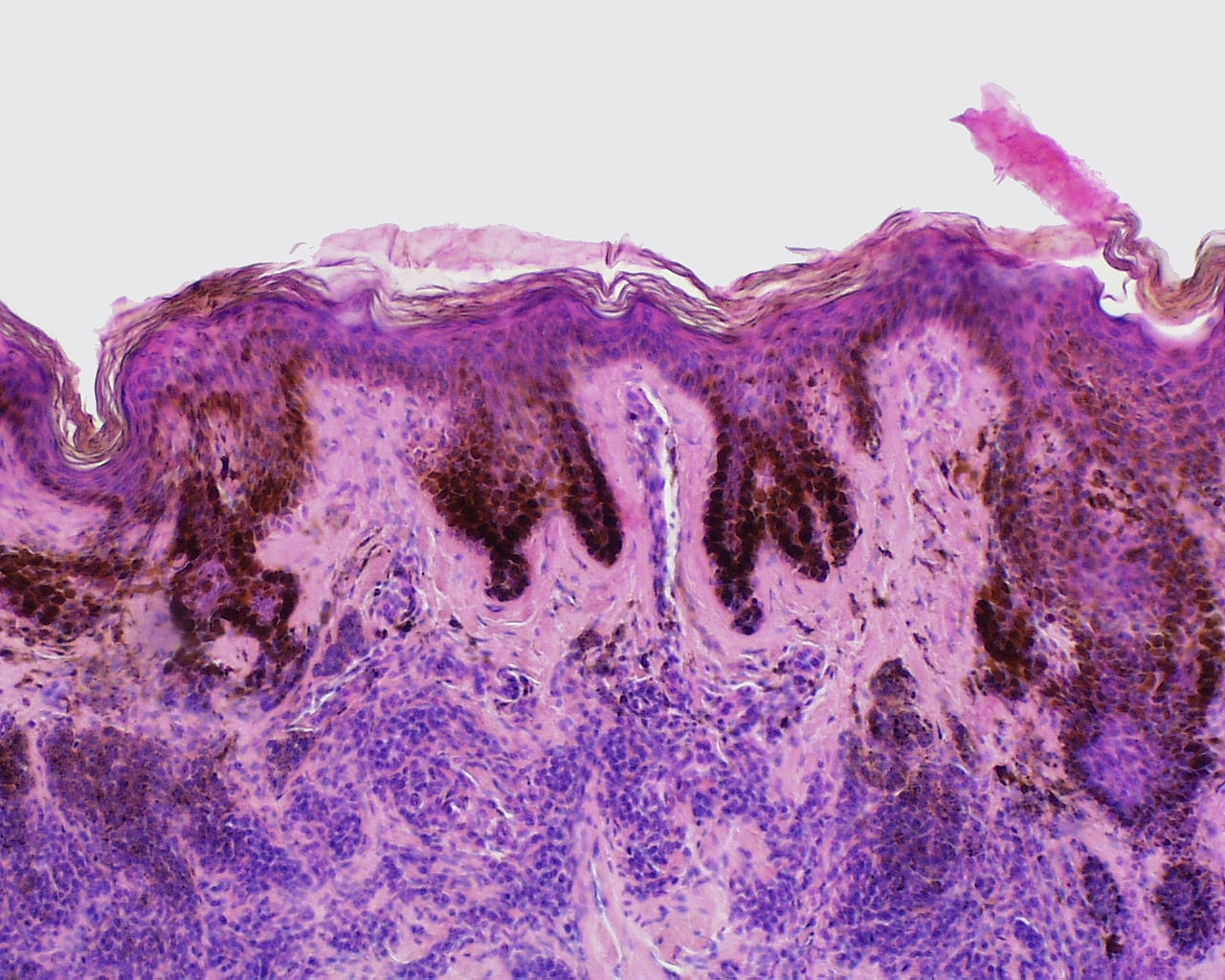
شريحة تحت المجهر لبقعة كبدية.

البقع الكبدية أو يطلق عليها النمش الشيخوخي:686 أو وحمة الشيخوخة عبارة عن آفات تظهر على الجلد متعلقة بالكبر والتعرض للأشعة فوق البنفسجية. تتراوح في اللون ما بين بني خفيف لأحمر وأسود وتظهر على الأماكن الأكثر عرضه للشمس خاصة عللى اليدين، الوجه، الكتفين، الذراعين، الجبهة وفروة الرأس إذا ما كان الفرد أصلعاً.
تستمد البقع اسمها من حقيقة أنه كان يعتقد بشكل غير صحيح أن تكون ناجمة عن مشاكل في الكبد، لكنه لا علاقة لها بالكبد من الناحية الفسيولوجية، باستثناء تماثل اللون. من سن 40 فصاعداً يكون الجلد أقل قدرة على التجدد من التعرض لأشعة الشمس، وبقع الكبد شائعة جداً في هذه الفئة العمرية، وخاصة في أولئك الذين يقضون وقتهم في الشمس.
في الغالبية العظمى من الحالات، لا تشكل بقع الكبد أي تهديد ولا تتطلب أي علاج، على الرغم من أنها في بعض الأحيان كشف عن سرطان الجلد. ومع ذلك، على الرغم من كونها حالة حميدة، تعتبر بقع الكبد أحيانا غير محببة المنظر ويختار بعض الناس إزالتها. ويمكن أن يتم ذلك عن طريق الجراحة الكهربية، العلاج بالليزر، العلاج بالتبريد، أو استخدام تريتينوين أو أحماض ألفا هيدروكسي.

## الأسباب
تتغير البقع الكبدية في اللون والشكل مع مرور الوقت، بعكس الوحمات الميلانينية والوحمات الثؤلوليَّة. نظرية
Misrepair-accumulation aging  تقترح فرضية عن كيف تنشأ البقع الكبدية.
أولا، تظهر بقعة مسطحة نتيجة لتراكم الخلايا القاعدية المسنة.عندما يشيخ الجلد، بعض الخلايا القديمة التي تحتوي على أجسام ليبوفوسين لا يمكن إزالتها. الخلية المسِنَّة سوف تؤثر على الأداء الوظيفي للأنسجة المحلية وستعزز شيخوخة الخلايا المجاورة لها. و كرد الفعل، تغدو المزيد والمزيد من الخلايا المجاورة هرِمة وتحتوي على ليبوفوسين. تتجمع تلك الخلايا وتشكل بقعة غير منتظمة الشكل.
ثانياً، بروز البقعة المسطحة هو نتيجة لموت الخلايا المسنة في البقعة وتحرر أجسام ليبوفوسين. عزل أجسام ليبوفوسين الغير مهضومة في كبسولة تليفية أمر ضروري للحفاظ على السلامة الهيكلية للأنسجة. التغليف المتعاقب من للخلايا الميتة وأجسام ليبوفوسين يؤدي إلى نمو البقعة في ثلاثة أبعاد. كثافة أجسام ليبوفوسين في الكبسولة تجعل البقعة ناعمة وداكنة اللون.

## وصلات خارجية
- Mayo Clinic: Age spots (liver spots)
- Prime Health Channel: Solar Lentigo(Liver Spots)